# Гликольальдегид
Гликольальдегид (гидроксиэтаналь, гидроксиуксусный альдегид, гликолевый альдегид, гликоальдегид) — моносахарид из группы диоз с эмпирической формулой C2H4O2, принадлежит к альдозам. Является простейшим представителем альдосахаров (альдоз) и единственным представителем группы диоз.

## Строение молекулы
Гликольальдегид не имеет асимметричного атома углерода (хирального центра), поэтому стереоизомеры отсутствуют. В кристаллическом состоянии гликольальдегид существует в виде циклического димера, который при растворении в воде распадается на мономерные молекулы.

## Физические и химические свойства
Гликольальдегид представляет собой сладкое бесцветное кристаллическое вещество, весьма гигроскопичное. В воде хорошо растворим с образованием вязкого сиропа; растворим в горячем этаноле; малорастворим в диэтиловом эфире и жидком аммиаке; практически нерастворим в неполярных органических растворителях. Водный раствор оптической активностью не обладает.
Гликольальдегид вступает практически во все реакции типичные для альдегидов, в том числе дает качественную реакцию на альдегиды с фуксинсернистой кислотой. Подобно альдегидам, он восстанавливает аммиачный раствор оксида серебра(I) с образованием металлического серебра, а также фелингову жидкость с образованием красного оксида меди(I).
Присоединяет синильную кислоту, образуя нитрилы. С фенилгидразином гликольальдегид легко образует фенилгидразон с выделением воды.
Гликольальдегид легко восстанавливается до двухатомного спирта — этиленгликоля (этандиола) боргидридами или алюмогидридами щелочных металлов (натрия, лития, калия).
При мягком окислении (фелингова жидкость, аммиачный раствор оксида серебра(I) и т.п.) гликольальдегида образуется гликолевая кислота (гидроксиэтановая кислота). При более жестком окислении (перманганат калия, оксид хрома(VI) и т.п.) окисляется не только альдегидная группа, но и гидроксильная, при этом образуется щавелевая кислота (этандиовая кислота), которая впоследствии окисляется до углекислого газа.

## Биологическая роль, получение и применение
Гликольальдегид является предшественником многих биологически активных соединений, например аминокислоты глицина. 
Также гликольальдегид в качестве промежуточного вещества участвует в некоторых биохимических процессах.
Например, гликольальдегид образуется при катаболизме пуринов. При этом ксантин сначала преобразуется в соль мочевой кислоты, которая декарбоксилируется до аллантоина и аллантоиновой кислоты, которые гидролизируют до мочевины и гликольальдегида.
Образующийся гликольальдегид взаимодействует с фосфорной кислотой и конденсируется с образованием эритрозо-4-фосфата, который вступает в пентозофосфатный цикл.
Гликольальдегид также образуется под действием кетолазы из фруктозо-1,6-бисфосфата при альтернативном пути гликолиза. При этом образующийся гликольальдегид фосфорилируется при помощи тиаминпирофосфат и вступает в пентозофосфатный цикл.
Согласно астрохимическим данным гликольальдегид содержится в газопылевом облаке вокруг двойной звезды IRAS 16293-2422 вблизи центра Млечного Пути.
В лабораторных условиях гликольальдегид может быть получен химически путём при мягком окисления этандиола (например, пероксидом водорода в присутствии катализатора).